# رشاشية أوريزه
الرشاشية أوريزه ((بالإنجليزية: Aspergillus oryzae)‏، (اليابانية 麹, 麹菌 أو kōji-kin)) و هي عبارة عن فطريات خيطية تستخدم في صنع الطعام الياباني و الصيني حيث يقوم بتخمير فول الصويا لتنتج صلصة الصويا والميسو. كما يستخدم في إنتاج الخل من الرز كما هو الحال مع خل الرز الياباني(awasezu). بالإضافة إلى دوره في إنتاج عدة أنواع من المشروبات الروحية. إن أهمية هذا الفطر في الصناعة الغذائية في اليابان قد جعلت منه يأخذ الصفة اليابانية على أنه الكائن الحي الدقيق الوطني الياباني"kokkin" على غرار الساكورا و التي تعرف بالوردة الوطنية اليابانية.

## الخواص
تلعب الخواص التالية دوراً مهماً في تسكر الرز من أجل تخمير الكحول:
- النمو: نمو أفطوري سريع على بذور الرز.
- الأنزيمات: إنتاج وافر من الأميليز والكاربوببتيديز و التيروسينيز.
- اللون : إنتاج منخفض من المواد الملونة مثل الفلافين.

## الجينوم
تم وضع تسلسل الأحماض النووية لجينوم الرشاشية أوريزه  بمتناول العلماء من قبل مجموعة من شركات التقانة الحيوية في نهاية عام 2005  و ذلك بعد أن تم احتكاره لفترة من الزمن. حيث تشكل الكروموزمات الثمانية لجينوم الرشاشية أوريزه حوالي 37 مليون زوج من الأحماض النووية وحوالي 12 ألف جين افتراضي.